# المرأة الأخرى (فلم)
المرأة الأخرى (بالإنجليزية: The Other Woman) هو فيلم كوميدي تم إنتاجه في الولايات المتحدة وصدر في سنة 2014. الفيلم من إخراج نيك كازافيتيس وكتابة ميليسا ستاك.

## بطولة
- كاميرون دياز
- ليزلي مان
- كيت ابتون
- نيكولاج كوستير والدو
- نيكي ميناج

## القصة
يخدع (نيكولا كوستر والدو) الفتاة البريئة (كاميرون دياز) ويخفي عليها سرًا بسيطًا للغاية وهو أنه متزوج ويجعلها تحبه. ولكن عندما تكتشف تلك الفتاة بأن الرجل الذي أحبته متزوجًا فتنسحب من حياته, ثم تتطور الاحداث فتتكاتف مع الزوجة المطعونه في قلبها من أجل قلب الطاولة على هذا المعتوه الذي ظن بأنه يستطيع الهروب من العقاب الذي ستقرره زوجته وحبيبته.

## روابط خارجية
- مقالات تستعمل روابط فنية بلا صلة مع ويكي بيانات